# Giovanni Battista Scaramelli
Giovanni Battista Scaramelli SJ (* 24. November 1687 in Rom; †  11. Januar 1752 in Macerata) war ein italienischer Jesuit, Priester, Prediger und Schriftsteller aszetischer und mystischer Bücher.

## Biographie
Scaramelli trat am 21. September 1706 in die Gesellschaft Jesu ein, wurde 1717 zum Priester geweiht und war als solcher in Florenz, Macerata und später als Prediger in Ascoli Piceno tätig. Als Volksmissionar war er im ganzen Kirchenstaat unterwegs. Seine Bücher für Seelenführer und Beichtväter galten wegen ihrer psychologischen Tiefe in der aszetischen Theologie jahrhundertelang als Standardwerke.
Über die 5. Auflage seines Geistlichen Führers auf dem christlichen Tugendwege schrieb der Rezensent der katholischen Zeitung Germania im Jahr 1911: „Dieser erprobte Wegweiser für Seelenführer sollte im Besitze eines jeden Priesters, eines jeden Ordensmannes und jeder Klosterfrau sein. Auch für die Kandidaten der Theologie und für die Novizen ist derselbe unentbehrlich.“

## Veröffentlichungen
- Vita di Suor Maria Crocifissa Satellico Monaca francescana nel monastero di monte Nuovo. Venedig 1750
- Discernimento de’ spiriti per il retto regolamento delle azione proprie ed altrui. Operetta utile specialemente ai Direttori delle anime. Venedig 1753(?) (Englische Ausgabe: Directorium Asceticum), (Deutsch: Regeln zur Unterscheidung der Geister. Neu hrsg. von Wilhelm Schamoni; neueste Auflage: FE-Medienverlag 2008)
- Direttorio ascetico in cui s’insegna il modo di condurre l’Anime per vie ordinarie della grazia alla perfezione christiana, indirizzato ai direttori della Anime. Neapel 1752
- Il direttorio mistico indirizzato a’ direttori di quelle anime che Iddio conduce per la via della contemplazione. Venedig 1754
- Dottrina di S. Giovanni della Croce. 1860
- Vita della Serva di Dio Angelica Cospari, fondatrice delle Maestre Pie in Borgo S. Sepolcro
- Anleitung zur Aszese, Digitalisat
- Regeln zur Unterscheidung der Geister. 5. Auflage. fe-Medien, Kisslegg 2011, ISBN 978-3-939684-36-7.